# Stadsmarinier
Een stadsmarinier is in Nederland een in een stad aangestelde burgerambtenaar, met een open oor en oog voor de gebeurtenissen en misstanden in die stad door veel op straat te zijn, en hiervoor oplossingen te bieden.
In sommige steden worden de stadsmariniers veiligheidsregisseurs genoemd.

## Algemeen
De eerste stadsmariniers werden in 2002 aangesteld in Rotterdam. In eerste instantie waren zij bedoeld als tijdelijk instrument, maar in 2009 werd door de burgemeester en wethouders besloten er meer in te zetten. In 2020 waren dat er zeven voor de probleemwijken. Ook in Capelle aan den IJssel, Gouda en Breda werden zij aangesteld. Zij hebben een mandaat van de burgemeester en een eigen budget, dat naar eigen inzicht kan worden ingezet. Zij kunnen worden aangesteld om aparte thema’s het hoofd te kunnen bieden, zoals: criminaliteit, verwarde personen of woninginbraken en overvallen.

## Taken
Taken van de stadsmarinier: 
- maakt contact met iedereen in de stad, stadsdeel of wijk waarin hij is aangesteld;
- houdt de vinger aan de pols in de stad, stadsdeel of wijk waarin hij is aangesteld;
- onderhoudt een netwerk;
- indien nodig, zorgt hij voor versnelde aanpak van een geconstateerde probleem;
- zoekt altijd samenwerking op, die hij desnoods zal afdwingen;
- werkt op tactisch, strategisch en operationeel niveau;
- heeft contacten met de hoogste niveaus, zoals met de burgemeester, de korpschef, de hoofdofficier van justitie;
- gaat door tot het gewenste resultaat is bereikt.

## Doel
Het doel van het optreden van de stadsmariniers is de stad veiliger te maken, door snel urgente veiligheidsproblemen aan te pakken.
De stadsmarinier behoort niet bij repressieve aanpak van probleemgevallen, maar maakt deel uit van de oplossing.

## Herkomst benaming
De benaming van stadsmarinier is ontleend aan die van marinier, omdat de mariniers in Rotterdam, waar deze stadsmariniers voor het eerst werden ingezet, een grote rol hebben vervuld, maar ook geënt op de overeenkomsten in werkwijze en karaktereigenschappen waarover een stadsmarinier en een marinier moet beschikken.